# 崔岳南
崔岳南（1910年6月—1994年11月），河北省盐山县人。曾用名崔月楠。中共吉林省顾问委员会委员。中共七大正式代表。
崔岳南少年时就学于河北省立二中,1928年夏考入河北大学农机系。在社会实践中,他由农业救国思想转向马克思主义,并于1930年加入中国共产党。入党后,任中共保属特委秘书长兼宣传部长。1932年4月,参加“反帝大同盟”。1934年4月,回到家乡参加党的工作。1937年4月,在家乡秘密组建抗日救国第九分会,他先后任抗日三十一游击支队政治部长、抗日同盟军总政治部主任。1938年7月,他率领的队伍先后编入八路军一二九师和一一五师。之后,他先后任津浦支队政治处主任、冀鲁边六支队政治处主任、鲁南一一五师东进支队第七团政委。
建国后任长春市委监委书记,吉林省委监委副书记,吉林省委党校党委书记、副校长等职。享受副省级待遇。1994年逝世。